# شاچیر سیکریچ
شاچیر سیکریچ (به بوسنی: Šaćir Sikirić) در سال ۱۸۹۳ در شهر سارایوو در بوسنی و هرزگوین به دنیا آمد. تحصیلات ابتدایی را در زادگاه خود و دورهٔ دبیرستان را در مدرسه مذهبی به نام خانقاه گذراند و از سال ۱۹۱۰ تا ۱۹۱۵، در مدرسه عالی علوم شرعیات قضایی، تحصیل کرد.
در سال ۱۹۱۵ به پیشنهاد مدیر مدرسه و رهبر مسلمانان، دولت بوسنی بورسیه تحصیلی در دورهٔ خاورشناسی در بوداپست به وی اعطا کرد و این دوره را در سال ۱۹۱۹ به پایان رساند و در سال ۱۹۲۳ با ارائه پایان‌نامه ای با عنوان «تکایا و طرق درویشی در بوسنی» به زبان مجاری به اخذ درجهٔ دکتری از دانشگاه بوداپست نایل آمد.
پس از بازگشت در مدارس گوناگون به عنوان استاد زبان‌های ترکی و عربی به کار پرداخت. در سال ۱۹۳۷، استاد دانشکده الهیات در سارایوو و در سال ۱۹۳۹ رئیس آن دانشکده شد و تا ۱۹۴۵ در آن سمت باقی ماند تا آنکه در همان سال به علت جنگ جهانی دوم، دانشکده تعطیل و او بازنشسته شد.
در سال ۱۹۵۰ استاد خاورشناسی در رشتهٔ زبان‌های عربی و فارسی دانشکدهٔ ادبیات سارایوو شد و در همان سال پس از تأسیس مؤسسهٔ خاورشناسی به عضویت دائم آن درآمد و تا پایان عمر در آن سمت باقی ماند. او سال‌های زیادی در مدرسهٔ «غازی خسرو بیگ» زبان‌های عربی، ترکی و یوگسلاوی را تدریس می‌کرد. همچنین ریاست سازمان خیریه ای به نام «مرحمت» را بر عهده داشت و سال‌ها در اتحادیهٔ علما با نام «الهدایه» در سارایوو فعالیت می‌کرد. سیکریچ در اوت ۱۹۶۶ به دعوت دولت ایران برای شرکت در اولین کنگرهٔ ایران شناسان جهان به ایران سفر کرد.
سیکریچ مقاله ای به زبان مجاری با عنوان تکایای بوسنی و هرزگوین نوشت که بعدها با گسترش آن به عنوان پایان نامهٔ دکتری در سال ۱۹۲۳ ار آن دفاع کرد. او در سال ۱۹۲۵ شرح حال ابوحامد غزالی را به رشته تحریر درآورد و در سال ۱۹۵۱ دستور زبان فارسی را تدوین کرد. در سال ۱۹۵۴ کتاب منتخبات ادبیات فارسی را به عنوان کتاب درسی دانشجویان رشته فارسی در کشورش تهیه و تدوین کرد.
سیکریچ در ۱۵ سپتامبر ۱۹۶۶ درگذشت.

## آثار
- سودی، مفسر گلستان سعدی
- یک دسته نوشتهٔ دیوان جامی